# Meyer Werft
Meyer Werft – założona w 1795 stocznia niemiecka zlokalizowana w Papenburgu. Od 1997 wraz ze stocznią Neptun Werft w Rostocku członek dawnej grupy Meyer Neptun Group.
Stocznia zatrudnia około 3300 pracowników. Posiada dwa suche doki – pierwszy, o długości 370 m, szerokości 101 m i 60 m wysokości został oddany do użytku w roku 1987, a następnie wydłużony o 100 m w 1991; drugi został wybudowany w roku 2000. Oba doki są zadaszone i należą do największych na świecie.
Dzięki lokalizacji na rzece Ems, 36 km od jej ujścia do zatoki Dollart, po każdym wodowaniu statek przebywa ten dystans rzeką, co za każdym razem przyciąga tysiące widzów. Przed uregulowaniem rzeki w 2002 wodowania mogły odbywać się tylko podczas przypływu.

## Historia
Stocznię założył w 1795 roku Willm Rolf Meyer. Początkowo nosiła ona nazwę „Thurm Werft” i budowała drewniane żaglowce. W 1873 roku w stoczni wybudowano pierwsze 3 statki żelazne. W 1874 zwodowano bocznokołowiec Triton, pierwszy żelazny statek pasażerski.
W latach 50. XX wieku stocznia rozpoczęła wieloletnią współpracę z Indonezją, w efekcie której wybudowała dla tego kraju 34 statki. W 1974 roku firma uzyskała kontrakt na budowę sześciu gazowców dla Związku Radzieckiego. W tym samym czasie rozpoczęto budowę nowej stoczni bezpośrednio nad rzeką Ems, w obecnej lokalizacji.
W 1986 roku zwodowany został Homeric, pierwszy wycieczkowiec wybudowany w Meyer Werft. Od tamtej pory firma koncentrowała się głównie na budowie statków tego typu. W ciągu 40 lat stocznia wybudowała około 55 takich jednostek.
W 2014 roku Meyer Werft wraz z rządem Finlandii kupiły stocznię w Turku, należącą dotąd do STX Europe. Meyer Werft uzyskała w tej transakcji 70% udziałów w stoczni. W 2015 wykupiła resztę, stając się jedynym właścicielem. Stocznię w Turku przemianowano na Meyer Turku Oy.
Podczas pandemii COVID-19 i związanego z nią wzrostu kosztów energii i materiałów, firma popadła w problemy finansowe. Choć posiadała zamówienia na wiele lat wprzód, brakowało jej środków na budowę ze względu na to, że do 80% wartości transakcji jest wypłacane po ukończeniu budowy. W 2024 roku kanclerz Niemiec Olaf Scholz wyraził wolę wykupienia stoczni przez rząd federalny.
W grudniu 2024 Komisja Europejska wydała zgodę na nacjonalizację stoczni. 80,73% udziałów należy do rządu federalnego i rządu Dolnej Saksonii. Po restrukturyzacji firma ma trafić z powrotem w prywatne ręce, jednak nie określono ram czasowych, w których ma się to wydarzyć.

## Wybudowane statki
Niektóre statki wybudowane w Meyer Werft:
- 2014 MS Quantum of the Seas (168,666 GT, Royal Caribbean International)
- 2014 Norwegian Getaway (144,000 GT, Norwegian Cruise Line)
- 2013 Norwegian Breakaway (144,000 GT, Norwegian Cruise Line)
- 2008 Celebrity Solstice
- 2006 Pride of Hawaii (93,500 GT, Norwegian Cruise Line), od 2008 pod nazwą Norwegian Jade
- 1980 Viking Sally (później MS Estonia, znana z zatonięcia w katastrofie morskiej w 1994)
- 1913 Graf von Götzen (obecnie MV Liemba(inne języki)) – drugi najstarszy statek pasażerski wciąż w użyciu (stan na grudzień 2018)[8]